# Rally van Argentinië 2013
De Rally van Argentinië 2013, formeel 33º Philips LED Rally Argentina, was de 33e editie van de Rally van Argentinië en de vijfde ronde van het wereldkampioenschap rally in 2013. Het was de 511e rally in het wereldkampioenschap rally die georganiseerd wordt door de Fédération Internationale de l'Automobile (FIA). De start en finish was in Villa Carlos Paz.

## Verslag
Meegerekend als een van zijn favoriete rally's uit het kampioenschap, keerde Sébastien Loeb op het Argentijnse onverhard terug achter het stuur van de Citroën DS3 WRC, om de rally voor de negende keer op rij proberen te winnen. Tijdens de openingsetappe zag hij echter Sébastien Ogier stukje bij beetje uitlopen, maar hield hij wel een kleine marge over op teamgenoot Mikko Hirvonen om de tweede plaats. In de openingsfase van etappe twee reed Ogier echter lek en zou Loeb de leiding in de wedstrijd van hem overnemen. Een paar scherpe tijden zag Loeb zijn voorsprong vervolgens uitbouwen en nadat Hirvonen en Jari-Matti Latvala ook nog met lekke banden te maken kregen kon hij gecontroleerd naar de zege toe rijden; de 78e en laatste uit zijn carrière in het WK rally. Ogier nam geen risico's meer en stelde met een tweede plaats wederom een fiks aantal punten veilig in het kampioenschap. Latvala zou daarachter opnieuw het podium compleet maken op plaats drie.

## Programma
| Etappe | Datum           | Klassementsproeven | Competitieve afstand |
| ------ | --------------- | ------------------ | -------------------- |
| 1      | Woensdag 1 mei  | 1                  | 6,04 kilometer       |
| 1      | Donderdag 2 mei | 4                  | 157,94 kilometer     |
| 2      | Vrijdag 3 mei   | 5                  | 165,74 kilometer     |
| 3      | Zaterdag 4 mei  | 4                  | 77,92 kilometer      |
|        |                 |                    |                      |
| Totaal | Totaal          | 14                 | 407,64 kilometer     |

## Resultaten
| Algemene top tien | Algemene top tien | Algemene top tien      | Algemene top tien              | Algemene top tien | Algemene top tien | Algemene top tien     | Algemene top tien     |
| Pos.              | #                 | Rijder                 | Auto                           | Klasse            | Tijd              | Eerste                | Punten                |
| Pos.              | #                 | Navigator              | Inschrijving                   | C.                | Straftijd         | Vorige                | Punten                |
| ----------------- | ----------------- | ---------------------- | ------------------------------ | ----------------- | ----------------- | --------------------- | --------------------- |
| 1.                | 1                 | Sébastien Loeb         | Citroën DS3 WRC                | WRC               | 4:35:56,7         | 0:00                  | 25                    |
| 1.                | 1                 | Daniel Elena           | Citroën Total Abu Dhabi WRT    | C                 |                   | =                     | 25                    |
| 2.                | 8                 | Sébastien Ogier        | Volkswagen Polo R WRC          | WRC               | 4:36:51,7         | + 55,0                | 18 + 2                |
| 2.                | 8                 | Julien Ingrassia       | Volkswagen Motorsport          | C                 |                   | + 55,0                | 18 + 2                |
| 3.                | 7                 | Jari-Matti Latvala     | Volkswagen Polo R WRC          | WRC               | 4:37:57,5         | + 2:00,8              | 15 + 3                |
| 3.                | 7                 | Miikka Anttila         | Volkswagen Motorsport          | C                 |                   | + 1:05,8              | 15 + 3                |
| 4.                | 5                 | Jevgeni Novikov        | Ford Fiesta RS WRC             | WRC               | 4:38:33,4         | + 2:36,7              | 12                    |
| 4.                | 5                 | Ilka Minor             | Qatar M-Sport World Rally Team | C                 |                   | + 35,9                | 12                    |
| 5.                | 11                | Thierry Neuville       | Ford Fiesta RS WRC             | WRC               | 4:40:37,2         | + 4:40,5              | 10                    |
| 5.                | 11                | Nicolas Gilsoul        | Qatar World Rally Team         | C                 |                   | + 2:03,8              | 10                    |
| 6.                | 2                 | Mikko Hirvonen         | Citroën DS3 WRC                | WRC               | 4:42:20,6         | + 6:23,9              | 8 + 1                 |
| 6.                | 2                 | Jarmo Lehtinen         | Citroën Total Abu Dhabi WRT    | C                 |                   | + 1:43,4              | 8 + 1                 |
| 7.                | 4                 | Mads Østberg           | Ford Fiesta RS WRC             | WRC               | 4:46:58,9         | + 11:02,2             | 6                     |
| 7.                | 4                 | Jonas Andersson        | Qatar M-Sport World Rally Team | C                 |                   | + 4:38,3              | 6                     |
| 8.                | 9                 | Andreas Mikkelsen      | Volkswagen Polo R WRC          | WRC               | 4:49:18,8         | + 13:22,1             | 4                     |
| 8.                | 9                 | Mikko Markkula         | Volkswagen Motorsport II       | C                 | 0:10              | + 2:19,9              | 4                     |
| 9.                | 10                | Daniel Sordo           | Citroën DS3 WRC                | WRC               | 4:49:19,0         | + 13:22,3             | 2                     |
| 9.                | 10                | Carlos del Barrio      | Abu Dhabi Citroën Total WRT    | C                 | 0:50              | + 0,2                 | 2                     |
| 10.               | 21                | Martin Prokop          | Ford Fiesta RS WRC             | WRC               | 4:50:04,3         | + 14:07,6             | 1                     |
| 10.               | 21                | Michal Ernst           | Jipocar Czech National Team    | C                 |                   | + 45,3                | 1                     |
| DNF top tien      |                   |                        |                                |                   |                   |                       |                       |
| Pos.              | #                 | Rijder                 | Auto                           | Klasse            | KP                | Reden                 | Reden                 |
| Pos.              | #                 | Navigator              | Inschrijving                   | C.                | KP                | Reden                 | Reden                 |
| DNF               | 12                | Michał Kościuszko      | Mini John Cooper Works WRC     | WRC               | 6                 | Wielophanging         | Wielophanging         |
| DNF               | 12                | Maciej Szczepaniak     | Lotos Team WRC                 | C                 | 6                 | Wielophanging         | Wielophanging         |
| DNF               | 33                | Armin Kremer           | Subaru Impreza STi             | 3                 | 13                | Mechanisch            | Mechanisch            |
| DNF               | 33                | Klaus Wicha            | Stohl Racing                   | 3                 | 13                | Mechanisch            | Mechanisch            |
| DNF               | 37                | Lorenzo Bertelli       | Subaru Impreza STi             | 3                 | 11                | Etappe 3 niet gestart | Etappe 3 niet gestart |
| DNF               | 37                | Lorenzo Granai         | Lorenzo Bertelli               | 3                 | 11                | Etappe 3 niet gestart | Etappe 3 niet gestart |
| DNF               | 84                | Rubén Cuenca           | Subaru Impreza STi             | 3                 | 13                | Mechanisch            | Mechanisch            |
| DNF               | 84                | Daniel Galarza         | Lojacar                        | 3                 | 13                | Mechanisch            | Mechanisch            |
| DNF               | 85                | Mariano Storani        | Subaru Impreza STi             | 3                 | 2                 | Mechanisch            | Mechanisch            |
| DNF               | 85                | Mariano Real           | Satu Rally                     | 3                 | 2                 | Mechanisch            | Mechanisch            |
| DNF               | 87                | Fernando Sacur         | Subaru Impreza STi             | 3                 | 11                | Mechanisch            | Mechanisch            |
| DNF               | 87                | Lucas Viglione         | Solis Competicion              | 3                 | 11                | Mechanisch            | Mechanisch            |
| DNF               | 90                | José Alberto Nicolas   | Mitsubishi Lancer Evo X R4     | 3                 | 3                 | Mechanisch            | Mechanisch            |
| DNF               | 90                | Miguel Recalt          | José Alberto Nicolas           | 3                 | 3                 | Mechanisch            | Mechanisch            |
| DNF               | 91                | Alejandro Pablo Peláez | Peugeot 206 XS                 | 6                 | 11                | Mechanisch            | Mechanisch            |
| DNF               | 91                | Daniel Leguizamon      | Pablo Peláez Rally Team        | 6                 | 11                | Mechanisch            | Mechanisch            |

| WRC-2 top drie | WRC-2 top drie      | WRC-2 top drie |
| Pos.           | Rijder              | Pnt.           |
| -------------- | ------------------- | -------------- |
| 1              | Abdulaziz Al-Kuwari | 25             |
| 2              | Nicolás Fuchs       | 18             |
| 3              | Marcos Ligato       | 15             |

## Statistieken

#### Klassementsproeven
| Etappe | Datum | KP | Starttijd | Naam                           | Lengte   | Snelste rijder     | Tijd    | Gem. snelheid | Rallyleider     |
| ------ | ----- | -- | --------- | ------------------------------ | -------- | ------------------ | ------- | ------------- | --------------- |
| 1      | 1 mei | 1  | 16:03     | SSS Branca Unico 1             | 6,04 km  | Sébastien Ogier    | 4:42,1  | 77,08 km/u    | Sébastien Ogier |
| 1      | 2 mei | 2  | 9:08      | Santa Catalina - La Pampa 1    | 27,09 km | Sébastien Ogier    | 18:20,1 | 88,65 km/u    | Sébastien Ogier |
| 1      | 2 mei | 3  | 9:51      | Ascochinga - Agua de Oro 1     | 51,88 km | Mikko Hirvonen     | 37:55,1 | 82,09 km/u    | Sébastien Ogier |
| 1      | 2 mei | 4  | 14:41     | Santa Catalina - La Pampa 2    | 27,09 km | Sébastien Ogier    | 18:01,5 | 90,17 km/u    | Sébastien Ogier |
| 1      | 2 mei | 5  | 15:24     | Ascochinga - Agua de Oro 2     | 51,88 km | Sébastien Ogier    | 38:08,6 | 81,61 km/u    | Sébastien Ogier |
|        |       |    |           |                                |          |                    |         |               | Sébastien Ogier |
| 2      | 3 mei | 6  | 8:33      | Santa Rosa - Villa del Dique 1 | 40,69 km | Sébastien Ogier    | 22:28,5 | 108,63 km/u   | Sébastien Ogier |
| 2      | 3 mei | 7  | 9:41      | Amboy - Yacanto 1              | 39,16 km | Mads Østberg       | 22:57,3 | 103,62 km/u   | Sébastien Loeb  |
| 2      | 3 mei | 8  | 14:59     | Santa Rosa - Villa del Dique 2 | 40,69 km | Sébastien Loeb     | 21:58,6 | 111,09 km/u   | Sébastien Loeb  |
| 2      | 3 mei | 9  | 16:07     | Amboy - Yacanto 2              | 39,16 km | Sébastien Loeb     | 22:28,3 | 104,56 km/u   | Sébastien Loeb  |
| 2      | 3 mei | 10 | 19:05     | SSS Branca Unico 2             | 6,04 km  | Jari-Matti Latvala | 4:49,4  | 75,13 km/u    | Sébastien Loeb  |
|        |       |    |           |                                |          |                    |         |               | Sébastien Loeb  |
| 3      | 4 mei | 11 | 9:08      | Mina Clavero - Giulio Cesare 1 | 22,64 km | Jari-Matti Latvala | 18:36,4 | 73,01 km/u    | Sébastien Loeb  |
| 3      | 4 mei | 12 | 9:56      | El Condor - Copina 1           | 16,32 km | Jari-Matti Latvala | 13:02,2 | 75,11 km/u    | Sébastien Loeb  |
| 3      | 4 mei | 13 | 11:39     | Mina Clavero - Giulio Cesare 2 | 22,64 km | Jari-Matti Latvala | 18:14,3 | 74,48 km/u    | Sébastien Loeb  |
| 3      | 4 mei | 14 | 12:57     | El Condor - Copina 2 (PS)      | 16,32 km | Jari-Matti Latvala | 12:57,2 | 75,59 km/u    | Sébastien Loeb  |

| KP overwinningen   | KP overwinningen |
| Rijder             | Aantal           |
| ------------------ | ---------------- |
| Jari-Matti Latvala | 5                |
| Sébastien Ogier    | 5                |
| Sébastien Loeb     | 2                |
| Mikko Hirvonen     | 1                |
| Mads Østberg       | 1                |

#### Power Stage
- Extra punten werden verdeeld voor de drie beste tijden over de 16,32 kilometer lange Power Stage aan het einde van de rally.

| Pos. | Rijder             | Tijd    | Verschil | Gem. snelheid | Punten |
| ---- | ------------------ | ------- | -------- | ------------- | ------ |
| 1.   | Jari-Matti Latvala | 12:57,2 | =        | 75,59 km/u    | 3      |
| 2.   | Sébastien Ogier    | 12:58,6 | + 1,4    | 75,46 km/u    | 2      |
| 3.   | Mikko Hirvonen     | 12:59,7 | + 2,5    | 75,35 km/u    | 1      |

## Kampioenschap standen

#### Rijders
|   | Pos. | Rijder             | Pnt. |
| - | ---- | ------------------ | ---- |
| = | 1    | Sébastien Ogier    | 122  |
| 1 | 2    | Sébastien Loeb     | 68   |
| 1 | 3    | Mikko Hirvonen     | 57   |
| 1 | 4    | Jari-Matti Latvala | 49   |
| 1 | 5    | Mads Østberg       | 38   |

#### Constructeurs
|   | Pos. | Constructeur                   | Pnt. |
| - | ---- | ------------------------------ | ---- |
| = | 1    | Volkswagen Motorsport          | 154  |
| = | 2    | Citroën Total Abu Dhabi WRT    | 140  |
| = | 3    | Qatar M-Sport World Rally Team | 73   |
| = | 4    | Qatar World Rally Team         | 46   |
| = | 5    | Abu Dhabi Citroën Total WRT    | 29   |

- Noot: Enkel de top 5-posities worden in beide standen weergegeven.